# 德拉蒙德 (馬里蘭州)
德拉蒙德（英語：Drummond）是位於美國馬里蘭州蒙哥馬利縣的一個村落。

## 人口
根據2020年美國人口普查的數據，德拉蒙德的面積為0.28平方千米，當中陸地面積為0.28平方千米，而水域面積為0.00平方千米。當地共有人口120人，而人口密度為每平方千米428人。